# 同聚祥酒
同聚祥酒是河北省滄州市青县出产的一种白酒，源于江苏车桥镇义门村陈氏一支于1403年迁居当地后，其第十五代后裔陈大臣于1877创立的“同聚祥”烧锅，但至抗战末年，酒坊因战乱倒闭歇业。 改革开放后，同聚祥第四代传人于1997年恢复了这家老字号，后数度易地扩建、改制、易名。同聚祥酒乃以高粱、小麦为主料，经过泥窖发酵、分段掐酒、陶坛储存、分级勾调等入选省级非物质文化遗产的传统酿造工艺酿成的浓香型白酒。同聚祥酒为一地方品牌，主要销售市场除本省外，还包括山东、天津、北京、山西等邻近地区。